# Fototransistor
Un fototransistor es un transistor sensible a varias longitudes de onda de la luz. La luz incide sobre la región de base, generando portadores en ella. Esta carga de base lleva el transistor al estado de conducción. El fototransistor es más sensible que el fotodiodo por el efecto de ganancia propio del transistor.
Un fototransistor es igual a un transistor común, con la diferencia que el primero puede trabajar de 2 formas: 
1. Como transistor normal con la corriente de base Ib (modo común).
2. Como fototransistor, cuando la luz que incide en este elemento hace las veces de corriente de base. Ip (modo de iluminación).

Puede utilizarse de las dos en formas simultáneamente, aunque el fototransistor se utiliza principalmente con el pin de la base sin conectar.
En el mercado se encuentran fototransistores tanto con conexión de base como sin ella y tanto en cápsulas plásticas como metálicas (TO-72, TO-5) provistas de una lente.
Se han utilizado en lectores de cinta y tarjetas perforadas, lápices ópticos, etc. Para comunicaciones con fibra óptica se prefiere usar detectores con fotodiodos p-i-n. También se pueden utilizar en la detección de objetos cercanos cuando forman parte de un sensor de proximidad.
Se utilizan ampliamente encapsulados conjuntamente con un LED, formando interruptores ópticos (opto-switch), que detectan la interrupción del haz de luz por un objeto. Existen en dos versiones: de transmisión y de reflexión.
Para obtener un circuito equivalente de un fototransistor, basta agregar a un transistor común un fotodiodo, conectando en el colector del transistor el cátodo del fotodiodo y el ánodo a la base.

## Posibles soluciones a las averías más comunes en el montaje de circuitos
| Síntomas visibles                                        | Avería más común                                                                            | Posible solución |
| -------------------------------------------------------- | ------------------------------------------------------------------------------------------- | --- |
| El diodo no emite luz.                                   | Existe un fallo en la polarización del diodo LED.                                           | Será necesario comprobar la polarización del diodo.                                                                 |
| Fallo en la respuesta del fototransistor.                | Existe un fallo en la polarización del fototransistor.                                      | Será necesario comprobar la polarización del diodo.                                                                 |
| Excesiva sensibilidad del diodo a la variación lumínica. | Se ha colocado una resistencia de un valor incorrecto.                                      | Realizar las pruebas pertinentes con valores distintos en las resistencias hasta encontrar la sensibilidad deseada. |
| Tras el correcto montaje del circuito, este no funciona. | Habrá que verificar el montaje y comprobar no existe resistencia alguna en estado de corte. | Una vez encontrada la resistencia en corte, sustituirla por una nueva resistencia.                                  |
| El transistor no está saturado.                          | Los valores de las resistencias son incorrectos.                                            | Será imprescindible encontrar las resistencias adecuadas y acoplarlas con el correcto montaje.                      |

## Materiales  utilizados en la construcción de un fotodiodo para su utilización
Es difícil definir las características de los materiales que se usan para hacer un fotodiodo, ya que solo fotones con suficiente energía como para excitar a los electrones producirán una fotocorriente significante. Este contenido también es accesible desde la página sobre el fotodiodo. Los fotodiodos pueden ser de silicio, germanio, arseniuro de galio o sulfuro de plomo II .
| Material                      | Longitud de onda del espectro electromagnético rango (nm) |
| ----------------------------- | --------------------------------------------------------- |
| Silicio                       | 190–1100                                                  |
| Germanio                      | 400–1700                                                  |
| Indio galio arsénico (InGaAs) | 800–2600                                                  |
| Sulfuro de plomo (II)         | <1000–3500                                                |